# Mecsér
Mecsér is een plaats (község) en gemeente in het Hongaarse comitaat Győr-Moson-Sopron. Mecsér telt 630 inwoners (2001).